# Прибережні склерофітні чагарники Південно-Західної Аравії
Прибережні склерофітні чагарники Південно-Західної Аравії або Прибережна туманна пустеля Аравійського півострова (ідентифікатор WWF: AT1302) — афротропічний екорегіон пустель і склерофітних чагарників, розташований в прибережних районах на південному заході і півдні Аравійського півострова, на території Саудівської Аравії, Ємену та Оману.

## Географія
Екорегіон прибережних склерофітних чагарників Південно-Західної Аравії розташований у вузькій смузі прибережних районів на південному заході і півдні Аравії, що омиваються водами Червоного і Аравійського морів та Аденської затоки. Він охоплює південну частину прибережної пустелі Тігама, розташовану на південному заході Саудівської Аравії та заході Ємену, та більшу частину південно-західного узбережжя Ємену, де включає території на відстані до 20-50 км від узбережжя. Також він включає територію, розташовану між горами в єменському регіоні Хадрамаута та узбережжям, територію між горами Дофар на заході Оману та узбережжям, а також деякі острови в Червоному морі, зокрема острови Фарасан, Ханіш та Камаран.
В глибині півострова екорегіон переходить у червономорські Нубо-Синдські тропічні пустелі та напівпустелі та савану передгір'їв Південно-Західної Аравії. Гірські райони на південному узбережжі Аравії, зокрема Дофар та гори Хадрамаута, що перебувають під значним зволожуючим впливом південно-західних мусонів, які приносять дощі і тумани, виділяють у окремий екорегіон туманних рідколісь, чагарників та дюн Південної Аравії.

## Клімат
Клімат регіону загалом характеризується як пустельний (BWh за класифікацією кліматів Кеппена). Середньорічна температура становить близько 30 °C, влітку вона часто перевищує 40 °C. Опадів мало, однак на відміну від гіперпосушливої Аравійської пустелі в глибині півострова, де вологість дуже низька, прибережні райони Аравії є більш вологими. В межах екорегіону середньорічна кількість опадів коливається від 50 до 200 мм. Тут відчувається вплив південно-західних мусонів, відомих як хариф, які приносять дощі наприкінці літа та навесні, що призводять до раптових повеней. 

## Флора і фауна
На прибережних кам'янистих рівнинах та у піщаних ваді  ростуть різноманітні галофітні та ксерофітні рослини, а також рідколісся, де переважають акації з роду Vachellia та комміфори (Commiphora spp.). Тут зустрічаються сенегальські акації (Senegalia senegal), пальми дум (Hyphaene thebaica) та чагарники тамариксу (Tamarix spp.). На південних схилах гір Дофар ростуть ендемічні дофарські аногейсуси (Anogeissus dhofarica), а на південних схилах гір Аль-Урайс в Ємені — бальзамічний молочай (Euphorbia balsamifera). 
В прибережних районах пустелі Тігана зустрічаються піщані пляжі, солончаки, відомі як себха, та вати. Тут зустрічаються мангрові зарості, де домінують білі мангри (Avicennia marina). Далі від узбережжя, серед кам'янистих рівнин, перерізаних ваді, зустрічаються акацієво-комміфорові рідколісся.
Серед ссавців регіону слід відзначити білого орикса (Oryx leucoryx), який був реінтродукований після значного скорочення популяції, аравійську газель (Gazella arabica) та нубійського козла (Capra nubiana). На островах Фарасан мешкає близько 1000 аравійських газелей, а загалом їхня популяція в Саудівській Аравії становить близько 1500-1700 особин. В прибережних районах Аравії зустрічаються такі хижаки, як звичайні каракали (Caracal caracal schmitzi), рідкісні аравійські вовки (Canis lupus arabs) та смугасті гієни (Hyaena hyaena). На морському узбережжі можна побачити зелену черепаху (Chelonia mydas) та біссу (Eretmochelys imbricata), що перебувають під загрозою зникнення.
Узбережжя Південно-Західної Аравії та прибережні острови є дуже важливим місцем для гніздування численних морських птахів. Серед них слід відзначити крабоїда (Dromas ardeola), каріамуріанського буревісника (Puffinus persicus), червонодзьобого фаетона (Phaethon aethereus), білочереву сулу (Sula leucogaster), аденського мартина (Ichthyaetus hemprichii), червономорського мартина (Larus leucophthalmus), бенгальського крячка (Thalasseus bengalensis) та аравійського крячка (Sterna repressa). Загалом на архіпелазі Фарасан було зареєстровано 125 видів птахів, серед яких близько 68 % є мігруючими.

## Збереження
Оцінка 2017 року показала, що 604 км², або 1 % екорегіону, є заповідними територіями. Природоохоронні території включають Національний морський парк островів Зукур та Морський парк Рас-Іса в Ємені, а також Природний заповідник островів Фарасан в Саудівській Аравії.